# Swainson-bülbül
A Swainson-bülbül (Criniger calurus) a madarak (Aves) osztályának verébalakúak (Passeriformes) rendjébe, ezen belül a bülbülfélék (Pycnonotidae) családjába tartozó faj.

## Rendszerezése
A fajt John Cassin amerikai ornitológus írta le 1856-ban, a Trichophorus nembe Trichophorus calurus néven.

### Alfajok
- Criniger calurus verreauxi (Sharpe, 1871) – délnyugat-Szenegáltól és délkelet-Bissau-Guineától délnyugat-Nigériáig;
- Criniger calurus calurus (Cassin, 1856) – délnyugat-Nigériától nyugat-Kongói Demokratikus Köztársaságig;
- Criniger calurus emini (Chapin, 1948) – nyugat-Kongói Demokratikus Köztársaságtól és északkelet-Angolától Ugandáig és nyugat-Tanzániáig.

## Előfordulása
Nyugat- és Közép-Afrikában, Angola, Bissau-Guinea, Dél-Szudán, Egyenlítői-Guinea, Elefántcsontpart, Gabon, Ghána, Guinea, Kamerun, a Kongói Demokratikus Köztársaság, a Kongói Köztársaság, a Közép-afrikai Köztársaság, Libéria, Nigéria, Ruanda, Sierra Leone, Szenegál, Tanzánia, Togo és Uganda területén honos. 
Természetes élőhelyei a szubtrópusi vagy trópusi síkvidéki és hegyi esőerdők, valamint száraz szavannák. Állandó, nem vonuló faj.

## Megjelenése
Testhossza 20 centiméter, testtömege 22-34 gramm.

## Életmódja
Ízeltlábúakkal táplálkozik.

## Természetvédelmi helyzete
Az elterjedési területe rendkívül nagy, egyedszáma pedig stabil. A Természetvédelmi Világszövetség Vörös listáján nem fenyegetett fajként szerepel.